# Globos de Ouro

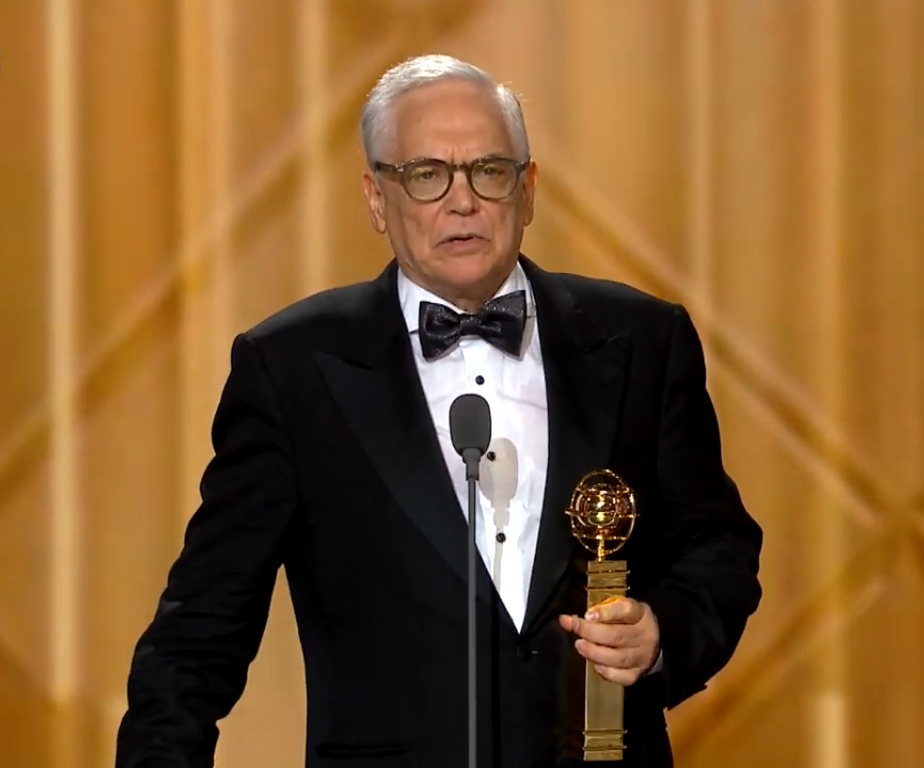
Filipe La Féria lors d’un discours durant le XXVIIe Gala des Globos des Ouro, le 1er octobre 2023.

Les Globos de Ouro (« Globes d'Or ») sont des récompenses décernées aux professionnels de divers domaines de l'art et du divertissement du Portugal, allant du théâtre aux sports, en passant par le cinéma, la mode et la musique. Les récompenses sont décernées depuis 1996 par la chaîne SIC au Colisée de Lisbonne.
Les Globos de Ouro sont, avec les prix Sophia, les principales récompenses cinématographiques du Portugal.

## Globo de Ouro du meilleur film
- 1996 : Adão e Eva de Joaquim Leitão
- 1997 : Cinco Dias, Cinco Noites de José Fonseca e Costa
- 1998 : Tentação de Joaquim Leitão
- 1999 : Zona J de Leonel Vieira
- 2000 : Ras le bol (Jaime) d'António-Pedro Vasconcelos
- 2001 : Capitaines d'avril (Capitães de Abril) de Maria de Medeiros
- 2002 : Je rentre à la maison de Manoel de Oliveira
- 2003 : A Selva de Leonel Vieira
- 2004 : Quaresma (Quaresma) de José Álvaro Morais
- 2005 : Nuit noire (Noite Escura) de João Canijo
- 2006 : Alice de Marco Martins
- 2007 : Coisa Ruim de Tiago Guedes et Frederico Serra
- 2008 : Call Girl d'António-Pedro Vasconcelos
- 2009 : Ce cher mois d'août (Aquele Querido Mês de Agosto) de Miguel Gomes
- 2010 : Um Amor de Perdição de Mário Barroso
- 2011 : Mystères de Lisbonne (Mistérios de Lisboa) de Raoul Ruiz
- 2012 : Sangue do Meu Sangue de João Canijo
- 2013 : Tabou (Tabu) de Miguel Gomes
- 2014 : É o Amor de João Canijo
- 2015 : Os Maias de João Botelho
- 2016 : Les Mille et Une Nuits (As Mil e Uma Noites) de Miguel Gomes
- 2017 : Lettres de la guerre (Cartas da Guerra) d'Ivo Ferreira
- 2018 : Saint Georges (São Jorge) de Marco Martins
- 2019 : Raiva de Sérgio Tréfaut

## Autres catégories
- Manoel de Oliveira a reçu trois fois le prix du meilleur réalisateur portugais ; Joaquim Leitão deux fois.
- Rita Blanco a reçu quatre fois le prix de la meilleure actrice portugaise ; Beatriz Batarda, Ana Bustorff et Maria de Medeiros deux fois.
- Nuno Lopes a reçu quatre fois le prix du meilleur acteur portugais ; Joaquim de Almeida et Vitor Norte trois fois ; Nicolau Breyner et Diogo Infante deux fois.